# Zvole nad Pernštejnem

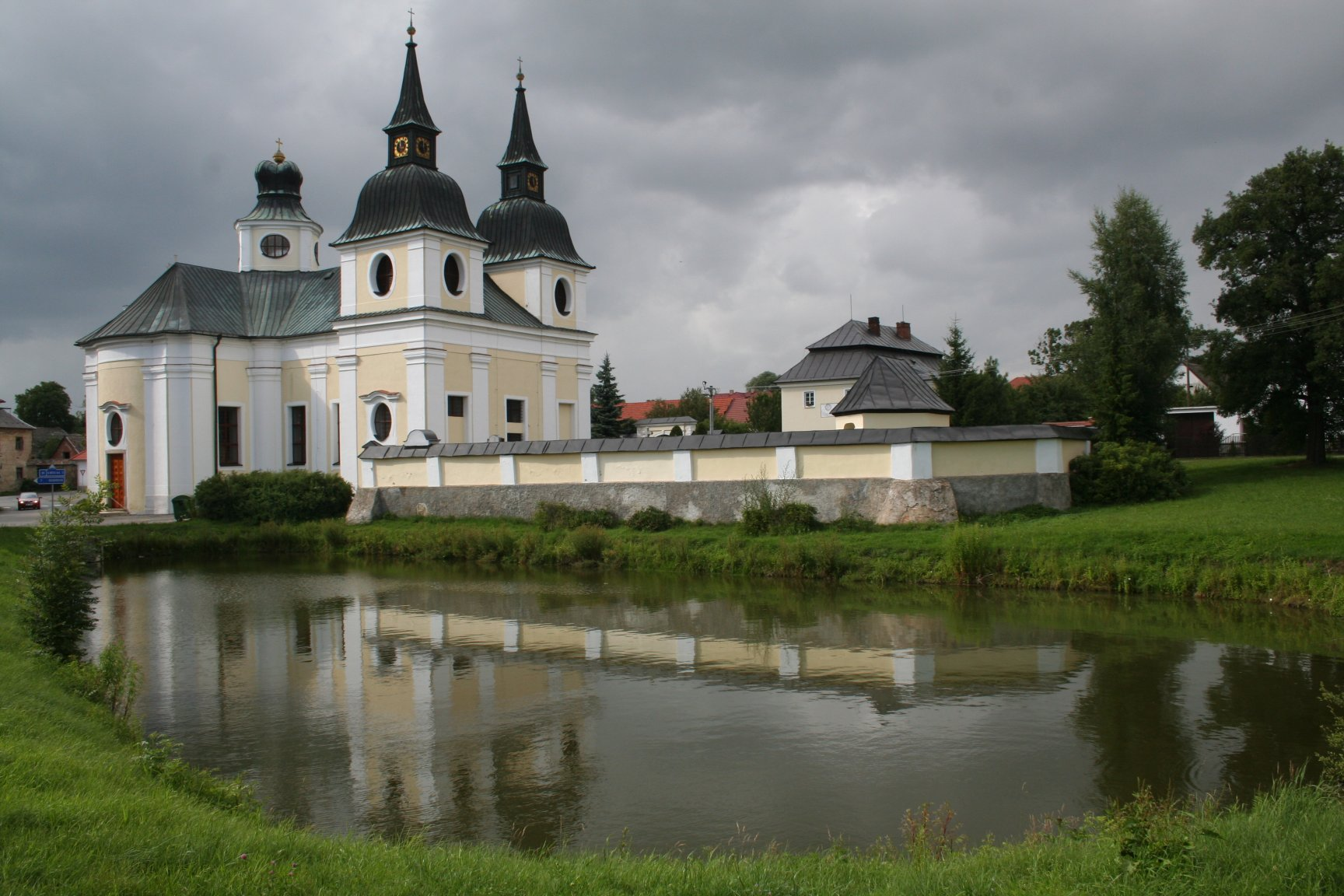
Kirche des hl. Wenzel in Zvole

Zvole (deutsch Swolla, auch Swolle) ist eine Gemeinde in Tschechien. Sie liegt sieben Kilometer südwestlich von Bystřice nad Pernštejnem und gehört zum Okres Žďár nad Sázavou.

## Geographie
Zvole befindet sich in der Böhmisch-Mährischen Höhe auf einem Höhenzug zwischen den Tälern der Rožínka und Olešná. Nördlich erhebt sich der Hügel Strany (568 m) und im Nordwesten der Křiby (Spinnberg, 571 m). Im Osten liegt das von der GEAM Dolní Rožínka betriebene einzige Uranbergwerk Tschechiens.
Nachbarorte sind Branišov und Albrechtice im Norden, Horní Rožínka im Nordosten, Zlatkov und Dvořiště im Osten, Dolní Rožínka im Südosten, Blažkov und Šiklův Mlýn im Süden, Olešínky im Südwesten, Míčův Mlýn, Strchův Mlýn und Račice im Westen sowie Ráčkův Mlýn und Dlouhé im Nordwesten.

## Geschichte
Die erste urkundliche Erwähnung der Kirche in Zvole erfolgte im Jahre 1307. Im Jahre 1360 ist Hynek von Ronow als Besitzer von Güter in Zvole nachweisbar. Im Jahre 1365 bestand ein Freihof, der einschließlich der zugehörigen drei Hufen und zwei Chaluppen Ondřej von Zvole gehörte, und ab 1488 ist eine Feste belegt. 1483 bestand Zvole aus 23 Anwesen und zwei Mühlen.
Durch Erbteilungen war der Ort unter verschiedenen Besitzern zersplittert. Die größten Anteile hielten Čeněk von Zvole und der Pfarrer Petr von Zvole. Petr vermachte unter der Bedingung, ihm jährlich einen Gedenkgottesdienst abzuhalten, seinen Teil 1492 dem Zisterzienserkloster Saar. Im Jahr darauf verkaufte Čeněk dem Kloster seinen Teil. Zvole gehörte danach zusammen mit Branišov bis zur Aufhebung des Klosters im Jahre 1784 zu den Saarer Klostergütern. Danach wurden die Zvoler Güter vom Religionsfonds verwaltet und später an die Herrschaft Radešín angeschlossen. 1782 brach in der Gegend ein Bauernaufstand aus, der sich gegen die unerträglichen Lasten und den Pfarrzehnt richtete. 1834 lebten in den 88 Häusern von Zvole 614 Menschen.
Nach der Aufhebung der Patrimonialherrschaften bildete Zvola mit dem Ortsteil Olešínky ab 1850 eine Gemeinde im Bezirk Neustadtl. 1877 wurde Olešínky eigenständig. Zvole bestand im Jahre 1900 aus 96 Häusern und denen 692 Menschen lebten. Davon gehörten bis auf 22 Protestanten alle der katholischen Konfession an. 1947 wurde die Gemeinde im Zuge der Auflösung des Okres Nové Město na Moravě dem Okres Bystřice nad Pernštejnem zugeordnet. Seit 1961 gehört sie zum Okres Žďár nad Sázavou, zugleich wurden Branišov und Olešínky eingemeindet.

## Ortsgliederung
Die Gemeinde Zvole besteht aus den Ortsteilen Branišov (Branschau), Olešínky (Oleschinek) und Zvole (Swolla), die zugleich Katastralbezirke bilden.

## Sehenswürdigkeiten
- barocke dreitürmige Kirche St. Wenzel, erbaut 1713 bis 1717 nach Plänen von Johann Blasius Santini-Aichl anstelle der alten Kirche. Die Weihe erfolgte 1722. Nach einem Brand, der 1747 das Kirchendach, die Türme und das Pfarrhaus zerstörte, wurde sie wieder aufgebaut. Das Altarbild der Begegnung Wenzels mit Radislav von Kouřim schuf Karel Škréta.
- Statue des hl. Johannes von Nepomuk und vergoldetes Kruzifix, vor der Kirche
- Pfarrhaus mit Mansarddach und einer Sonnenuhr am Giebel
- Pestfriedhof aus dem 17. Jahrhundert in der Ortslage Konvent
- Gefallenendenkmal mit Erde von Stalingrad am Dorfplatz
- Westernstädtchen Šikland in Šiklův Mlýn, das Erholungs- und Abenteuerareal wird gemeinsam mit dem Spukschloss DraXmoor in Dolní Rožínka vermarktet

## Söhne und Töchter der Gemeinde
- Adolf Mazel (1879–1944), Schriftsteller
- Miroslav Servít (1886–1959), Mykologe und Professor
- Silvestr Bláha (1887–1946), Divisionsgeneral und von 1929 bis 1938 Vorsteher der Militärkanzlei des Präsidenten, geboren in der Mühle Balatkův Mlýn